# Seyitahmet, Beşikdüzü
Seyitahmet là một xã thuộc huyện Beşikdüzü, tỉnh Trabzon, Thổ Nhĩ Kỳ. Dân số thời điểm năm 2011 là 61 người.